# Рогачёв, Илья Игоревич
Илья́ И́горевич Рогачёв (род. 10 июня 1962) — советский и российский дипломат. Чрезвычайный и полномочный посол (2018).

## Биография
Окончил факультет международного права Московского государственного института международных отношений (МГИМО) МИД СССР (1984). На дипломатической работе с 1984 года. Владеет французским и английским языками.
- В 1984—2001 годах — сотрудник Посольства СССР во Франции, Постоянного представительства России при ООН, Центрального аппарата МИД России.
- В 2001—2004 годах — заместитель директора Департамента по вопросам новых вызовов и угроз МИД России.
- В 2004—2009 годах — заместитель Постоянного представителя Российской Федерации при ООН в Нью-Йорке.
- С 12 августа 2009 по 3 июля 2019 года — директор Департамента по вопросам новых вызовов и угроз МИД России.
- С 3 июля 2019 по 6 сентября 2024 года — чрезвычайный и полномочный посол Российской Федерации в Южно-Африканской Республике[1][2].
- С 17 июля 2019 по 6 сентября 2024 года — чрезвычайный и полномочный посол Российской Федерации в Лесото по совместительству[3][2].
- С 25 ноября 2024 года — специальный представитель Президента Российской Федерации по вопросам международного уголовно-правового сотрудничества[4].

## Дипломатический ранг
- Чрезвычайный и полномочный посланник 2 класса (12 августа 2006)[5].
- Чрезвычайный и полномочный посланник 1 класса (9 февраля 2010)[6].
- Чрезвычайный и полномочный посол (13 июня 2018)[7].

## Награды
- Орден Дружбы (24 ноября 2021) — За большой вклад в реализацию внешнеполитического курса Российской Федерации и многолетнюю добросовестную дипломатическую службу[8].
- Медаль ордена «За заслуги перед Отечеством» I степени (21 ноября 2015) — За большой вклад в реализацию внешнеполитического курса Российской Федерации и многолетнюю добросовестную работу[9].
- Медаль ордена «За заслуги перед Отечеством» II степени (20 апреля 2012) — За вклад в разработку и практическую реализацию международных договорённостей, отвечающих безопасности и национальным интересам Российской Федерации[10].
- Благодарность президента Российской Федерации (21 сентября 2002) — За активное участие в реализации внешнеполитического курса Российской Федерации и многолетнюю добросовестную работу[11].

## Семья
Сын дипломата Игоря Алексеевича Рогачёва (1932—2012). 
Женат, имеет сына Алексея (род. 1984), также дипломата.